# ТУ5
ТУ5 — (тепловоз узкоколейный тип 5 «пятый») узкоколейный тепловоз, колеи 750 мм, был разработан в 1964 г. на базе экипажной части тепловоза ТУ4.

## История
Выпускался с 1967 по 1973 г. Камбарским машиностроительным заводом, выпущено 94 машины.

## Модификации
Около 30 тепловозов ТУ5Э были выпущены для колеи 1000 мм, для работы в тропиках, на экспорт (для Вьетнамских железных дорог). На лесовозные узкоколейки ушло около 20 шт., остальные — на торфовозные узкоколейки.

## Техническая характеристика
- Дизель 1Д12-400
- Мощность — 400 л.с.
- Служебный вес — 24 т.
- Нагрузка от оси на рельсы 6 т.
- Передача — гидромеханическая,
- Конструкционная скорость 50 км/ч.
- Запас дизельного топлива — 900 кг.
- Запас масла для дизеля — 110 кг
- Запас масла для гидропередачи — 200 кг.
- Запас воды — 165 кг.
- Запас песка — 420 кг.